# Sticker
Sticker är en by i Cornwall distrikt i Cornwall grevskap i England. Byn är belägen 15,3 km 
från Truro. Orten har 819 invånare (2015).